# Friedrich Fischbach
Friedrich Fischbach, född 1839, död den 17 september 1908 i Wiesbaden, var en tysk ornamentstecknare.
Fischbach blev 1870 lärare i ornamentik vid konstakademien i Hanau, var 1883–1889 direktör för konstvävnadsskolan i S:t Gallen och har 
utgivit en mängd för konstindustrin högst viktiga arbeten: Album für Stickerei, Südslavische Ornamente, Ornamente der Gewebe, Stilistische Flachelemente, Album für Wohnungsdekoration (1872–1875) med flera.